# Сао Луис
Сао Луис (порт. São Luís) град је у Бразилу у савезној држави Марањао. Према процени из 2007. у граду је живело 957.899 становника.

## Становништво
Према процени из 2007. у граду је живело 957.899 становника.
| 1991.   | 2000.   |
| ------- | ------- |
| 696.371 | 870.028 |

## Партнерски градови
- Сент Луис